# الأدب والثورة

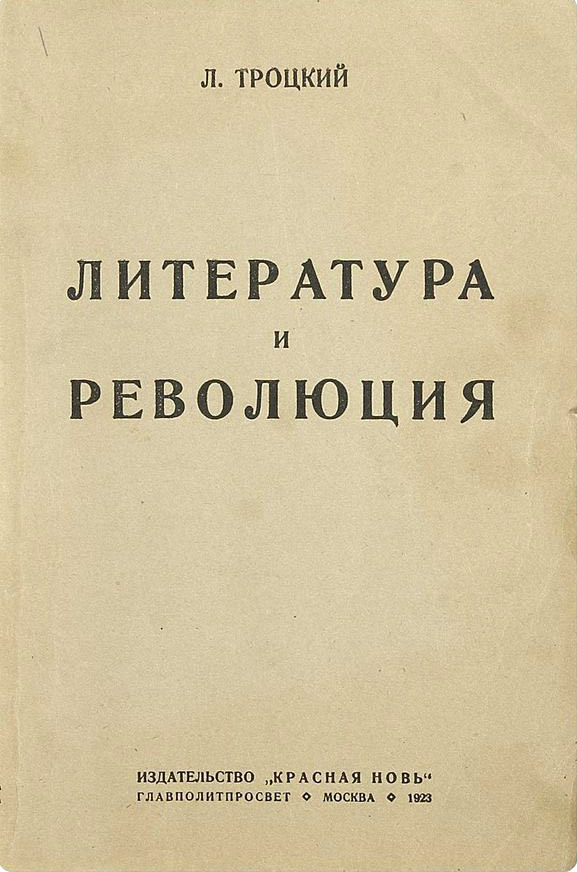
تروتسكي للأدب والثورة 1923 (غلاف)

الأدب والثورة ( (بالروسية: Литература и революция)‏) هو عمل كلاسيكي في النقد الأدبي من وجهة النظر الماركسية للكاتب ليون تروتسكي . ناقش تروتسكي في كتابه الاتجاهات الأدبية المختلفة السائدة في روسيا بين ثورتي 1905 و 1917 ، وحلل القوى الملموسة في المجتمع ، سواء التقدمية منها أو الرجعية التي ساعدت في تشكيل وعي الكتَاب في ذلك الوقت.
في الكتاب ، يرى تروتسكي أن الفن لطالما حمل في طياته طابع الطبقة الحاكمة وكان في الأساس وسيلة للتعبير عن أذواقها وحساسيتها.; ولكنه عارض الاستنتاج البديهي الذي تبناه كثيرون في ذلك الوقت بأن البروليتاريا ينبغي لها كطبقة حاكمة بعد قيام الثورة، أن تسعى جاهدة لخلق فنها البروليتاري الخاص .

لتوضيح هذه النقطة يشير الكاتب إلى أن الطبقة البرجوازية تمتلك الوقت والموارد لصياغة إسلوبها الثقافي الخاص حتى قبل قيام الثورات البرجوازية في أوروبا في القرن التاسع عشر ، في حين أن البروليتاريا بالنسبة لمكانتها في المجتمع محرومة ليس من الثقافة فحسب، بل من الوسائل الأساسية لتحقيقها. وبالتالي وعلى عكس الثورات السابقة في التاريخ، لا يعني تولي البروليتاريا السلطة إثبات نفسها كطبقة حاكمة إلى الأبد ، وبالتالي خلق ثقافتها المتميزة الخاصة بها ، بل لإنشاء مجتمع يكون فيه وجود الطبقات مستحيلًا اساساًِ. لذا، فإن مهمة البروليتاريا في السلطة فيما يتعلق بالفن بعد النظر إلى الاحتياجات الأكثر إلحاحًا للحياة اليومية (يجب ألا ننسى أن روسيا كانت بلدًا متخلفًا مزقته الحرب) هو استيعاب كل الإنجازات الثقافية في الماضي ووضع أسس ثقافة وفن إنساني لا طبقي حقًا في المستقبل. يتضح اقتناع تروتسكي بالمجد الذي يمكن للبشر بلوغه بمجرد التخلص من قيود الاضطهاد من خلال الاقتباس التالي من الكتاب: 

## المؤلفات
- Борев Ю. Эстетика Троцкого (بالروسية) // Литература и революция / Л. роцкий. - печатается по изд. 1923 г. - М: Политиздат، 1991. - 399 с. -(ردمك 5-250-01431-3) .
- معرف تاتشر جدلية تروتسكي // دراسات في الفكر السوفيتي. - 1991. - مارس (المجلد 41 ، الإصدار 2). - ص 127 - 144.

## روابط خارجية
- الأدب والثورة على موقع marxists.org ، ترجمة روز سترونسكي لوروين

قالب:Leon Trotskyليون تروتسكي